# Craspediopsis rectata
Craspediopsis rectata är en fjärilsart som beskrevs av Walker. Craspediopsis rectata ingår i släktet Craspediopsis och familjen mätare. Inga underarter finns listade i Catalogue of Life.